# Snecma M53
Lo Snecma M53 è un motore turbofan con postbruciatore sviluppato e prodotto dalla Snecma per il caccia multiruolo francese Dassault Mirage 2000; il motore è stato utilizzato anche per i prototipi Dassault Mirage G e Dassault Mirage 4000, le prime versioni del M53 sono state provate anche sulle ultime versioni del Dassault Mirage F1.

## Caratteristiche
| Caratteristiche                                   | M53   | M53-2 | M53-5 | M53-P2 (M53-7)              | M53-P20 | M53-PX3 |
| ------------------------------------------------- | ----- | ----- | ----- | --------------------------- | ------- | ------- |
| Spinta con postbruciatore (kN) (lb)               | 83,43 | 83,36 | 88,21 | 95 (21.400)                 | 98,06   |         |
| Spinta senza postbruciatore (kN) (lb)             | 50,96 | 54,92 | 54,4  | 64 (14.500)                 |         |         |
| Consumo specifico con postbruciatore (kg/daN.h)   |       |       |       | 2,10                        |         |         |
| Consumo specifico senza postbruciatore (kg/daN.h) |       |       |       | 0,90                        |         |         |
| Portata d'aria (kg/s)                             |       |       |       | 94                          |         |         |
| Turbina aspirazione temperatura (K)               |       |       |       | 1.600 (1.237 °C) (2.420 °F) |         |         |
| Rapporto di compressione                          |       |       |       | 9,80                        |         |         |
| Rapporto di diluizione                            |       |       |       | 0,36                        |         |         |
| Lunghezza (mm) (in)                               |       | 4.853 | 4.853 | 5.070 (199,60)              |         |         |
| Diametro d'aspirazione (mm) (in)                  |       |       |       | 796 (31,33)                 |         |         |
| Massa (Kg) (lb)                                   |       | 1.420 | 1.470 | 1.515 (3.340)               |         |         |
| Anno                                              | 1970  |       | 1980  | 1984                        |         | 2002    |